# Rispetto 6.1
Rispetto 6.1 è il quinto album della cantante italiana Lisa, pubblicato nel 2016 con etichetta della Don't Worry Records.

## Tracce
Testi e musica di Lisa
1. Non è perfetto
2. Al centro della vita
3. Rispetto
4. Ma ti prego scusami
5. Sono come sono
6. Grido
7. Sorrido
8. Na na na
9. Gianni ama Mario
10. 7 anni
11. Non è perfetto - Radio Edit